# Чиразька мова
Чиразька мова (самоназва хьугъул) — одна з малих даргинських мов (група нахсько-дагестанських мов); часто розглядається як континуум діалектів даргинської.
Чиразькою володіють близько 1 200 осіб в Агульському районі (села Чираг, Анклух, Шарі та Амух) Дагестану (Росія). 
Дослідники виокремлюють 2 субдіалекти чиразької мови: 
- власне чиразький (чиразький, анклухський і шарійський говори);
- амухський (гІамухъ).